# Клуб 231
Клуб бывших политических заключённых (Клуб 231, К 231, чеш. Klub bývalých politických vězňů, Klub 231, K 231) — чехословацкая общественная организация, возникшая в период Пражской весны, объединявшей политических заключённых, находившихся в заключении в период с февраля 1948 года до начала 1960-х годов. 

## Название
Аббревиатура клуба «Клуб 231» или «К 231», под которым организация наиболее известна, происходит от закона «о защите народно-демократической республики» (Закон № 231/1948 Сб.), на основании которого были осуждены большинство политических заключённых в социалистической Чехословакии. Закон вводил уголовную ответственность за преступления против государства, однако широко трактовался и использовался (особенно в положении о подрыве народно-демократического строя) для подавления инакомыслящей, демократической и культурной деятельности, которая, по современной интерпретации, не соответствовала интересам руководящей роли партии и коммунистического режима. Кроме того, закон предусматривал ответственность за преступления против внешней безопасности государства, против внутренней безопасности государства и против международных отношений. Производство по наиболее тяжким преступлениям велось Государственным судом. 
Закон включал в себя ответственность за: государственную измену, попытку подрыва независимости или конституционного строя республики, выход территории из состава республики, подрыв народно-демократического строя, насильственное воспрепятствование конституционной деятельности Президента Республики или его заместителя, законодательного органа или правительства (Совета уполномоченных), прямой или косвенный контакт с иностранной державой или с иностранными агентами, дезертирство, объединение против государства, мятеж против республики, клевету в отношении республики, шпионаж, халатное сохранение государственной тайны, угрозу обороны республики, документацию военных объектов с целью передачи иностранной державе, участие и подстрекательство к военному преступлению или правонарушению, незаконным репортажам, покушение на жизнь представителей государства и чиновников (президент, член правительства и другие), нанесение телесных повреждений (насилие) представителям государства и чиновникам (президент, член правительства и другие), призывы к покушению на представителей государства и чиновников (президент, член правительства и другие), выдачу себя за представителей государства и чиновников, насилие на общественных собраниях, подстрекательство к насильственным действиям, клевету в отношении президента и иных государственных лиц, поддержку и пропаганду фашизма и иных экстремистских движений, разжигание национальной и расовой ненависти, злоупотребление служебным положением, распространение ложного сообщения, подстрекательство к совершению уголовного преступления и невыполнение юридических обязательств, незаконное вооружение, недоносительство, экономический саботаж, экономическая халатность, самовольный выезд с территории Республики и неподчинение призыву о возвращении, нанесение ущерба интересам республики за рубежом, очернение союзного государства, подстрекательство к агрессивной войне и иным. Помимо срока в лагерях или тюрьмах, подсудимые приговаривались к потери гражданских, избирательных прав, права на публикацию и выступление, а также могли лишиться гражданства.

## История
Клуб был основан 31 марта 1968 года. Председателем подготовительного комитета был профессор Карел Нигрин, секретарём клуба был избран педагог и учитель, бывший политический заключённый Ярослав Бродский. В клуб вступило около 80 тысяч бывших политических заключенных со всей социалистической Чехословакии. Целью клуба стала реабилитация бывших политических заключённых. 
После вторжения войск стран Варшавского договора 21 августа 1968 года, подписания Московского протокола и начала периода «Нормализации», клуб был запрещён как «один из центров контрреволюции» и распущен по решению государственных властей. Ряд представителей клуба эмигрировали после оккупации, например секретарь Ярослав Бродский или председатель клубной документации клуба Отакар Рамбоусек.

## Современное состояние
После Бархатной революции в ноябре 1989 года, в 1990 году была основана «Конфедерация политических заключённых Чехословакии» (позднее, после распада страны — «Конфедерация политических заключённых Чешской Республики»), которая действует до сих пор, объединяет ныне живущих бывших политзаключённых и их родственников, и активно выступает за полную реабилитацию и материальную компенсацию бывших политических заключенных-некоммунистов, оказывает свое политическое влияние в пользу запрета деятельности Коммунистической партии Чехии и Моравии и в пользу цензуры этой партии, участвует в ряде памятных мероприятий, выставок, связанных с борьбой за демократию в Чешской Республике.
23 мая 2015 года в эфире российского телеканала Россия-1 вышел пропагандистский фильм «Варшавский договор. Рассекреченные страницы», в котором утверждалось, что вторжение войск СССР и стран Варшавского договора в Чехословакию в 1968 году было дружественным шагом для защиты страны от угрозы переворота, поддерживаемого Западом и Североатлантическим альянсом. В фильме также обсуждался и «Клуб 231», который был назван «ударной группой» пражской оппозиции и главным виновником вторжения войск СССР в Чехословакию. В фильме члены клуба были изображены как осужденные эсэсовцы, фашисты, коллаборационисты и враги чехословацкого народа, которые хотели создать ситуацию безнаказанного террора, спровоцировать вооруженные столкновения и кровопролитие.